# Île-de-Bréhat
Île-de-Bréhat är en kommun i departementet Côtes-d'Armor i regionen Bretagne i nordvästra Frankrike. Kommunen ligger i kantonen Paimpol som tillhör arrondissementet Saint-Brieuc. År 2022 hade Île-de-Bréhat 427 invånare.

## Befolkningsutveckling
Antalet invånare i kommunen Île-de-Bréhat
Referens:INSEE

## Galleri

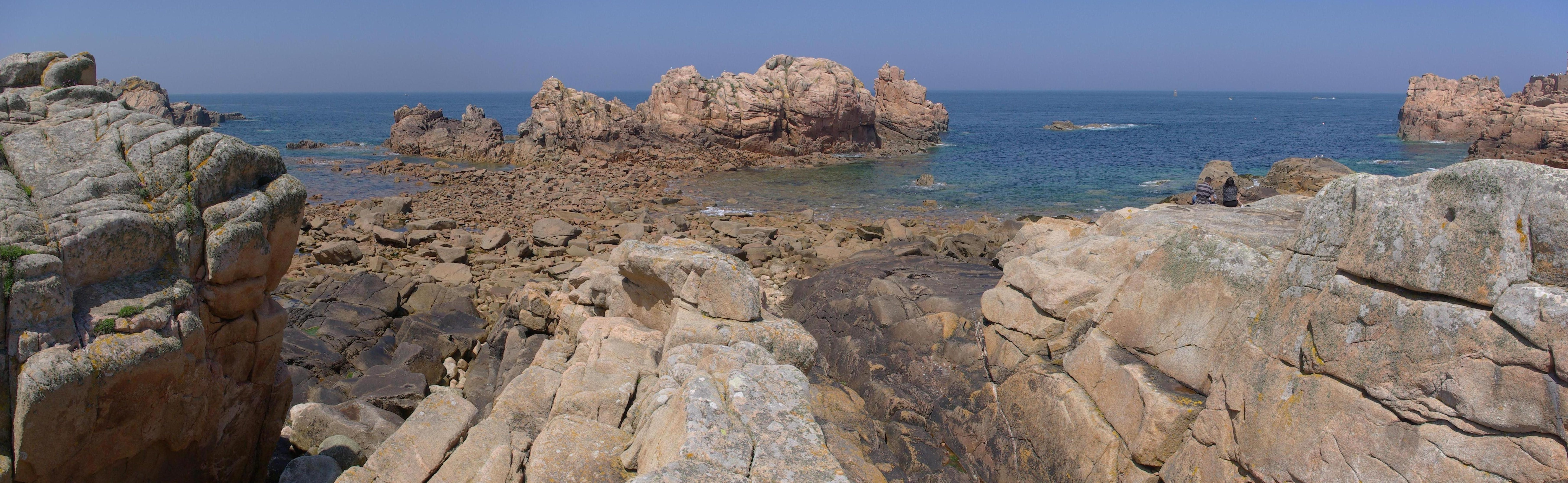
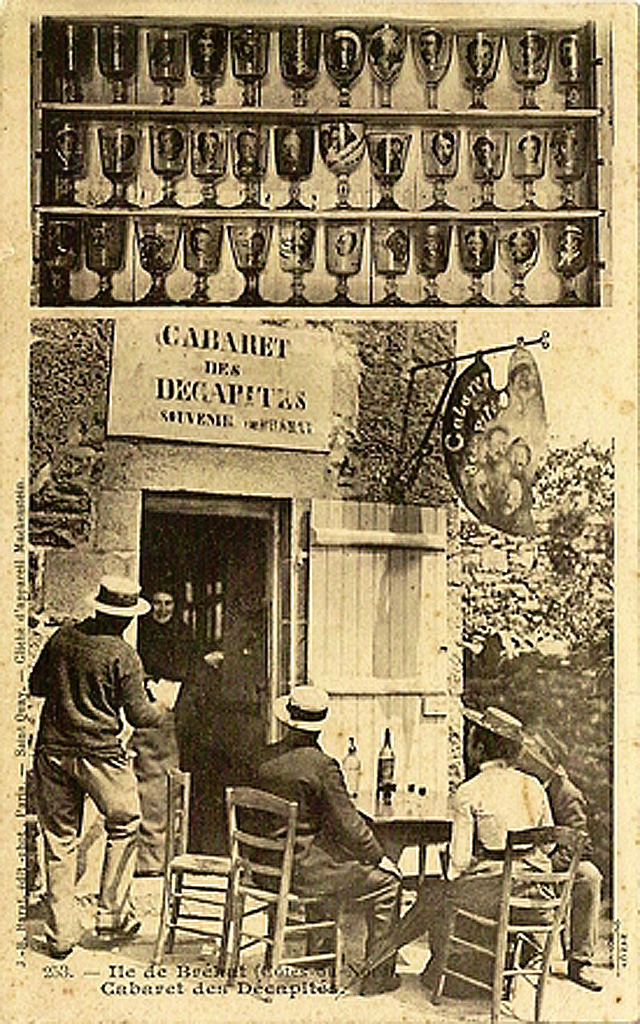
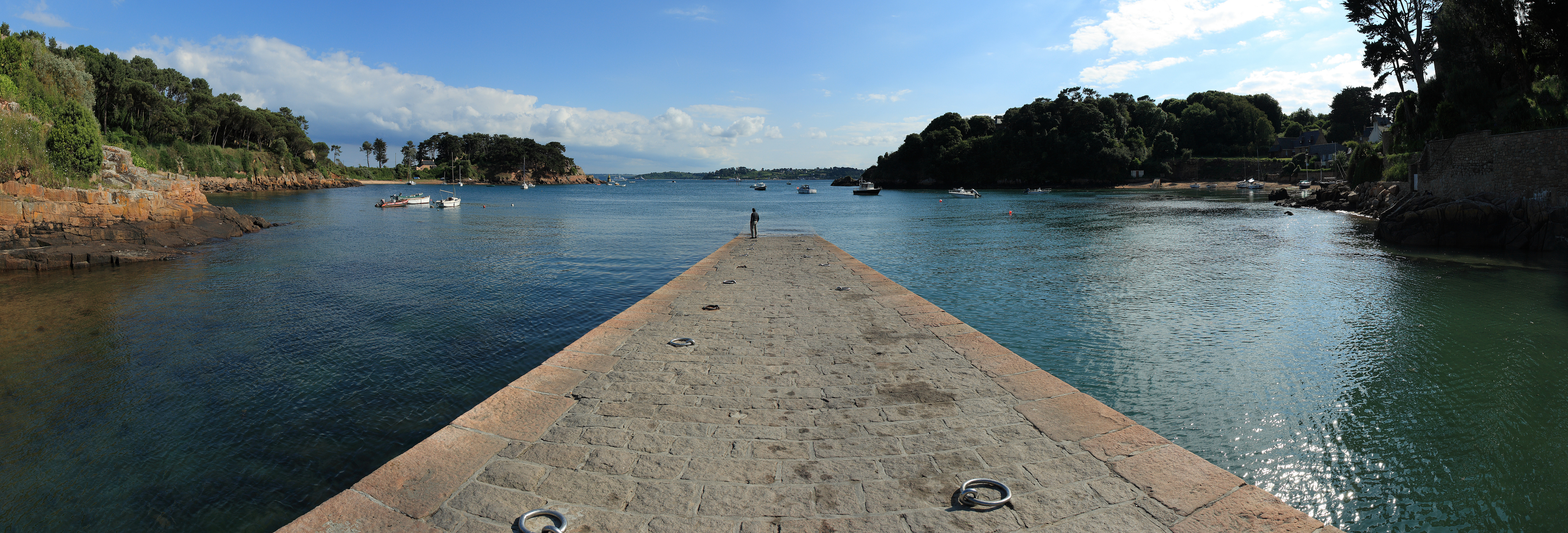
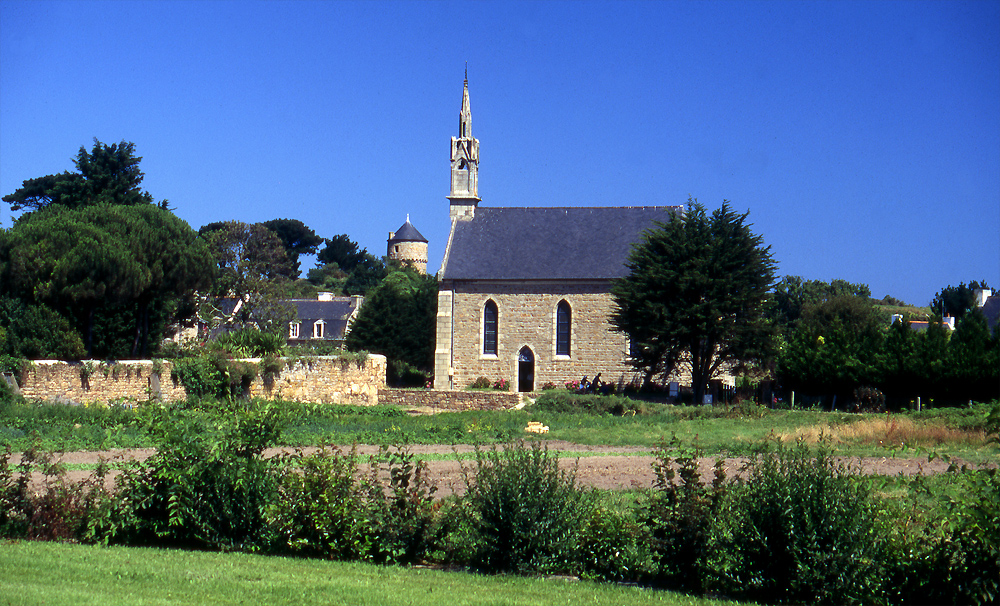
Kapellet Keranroux.
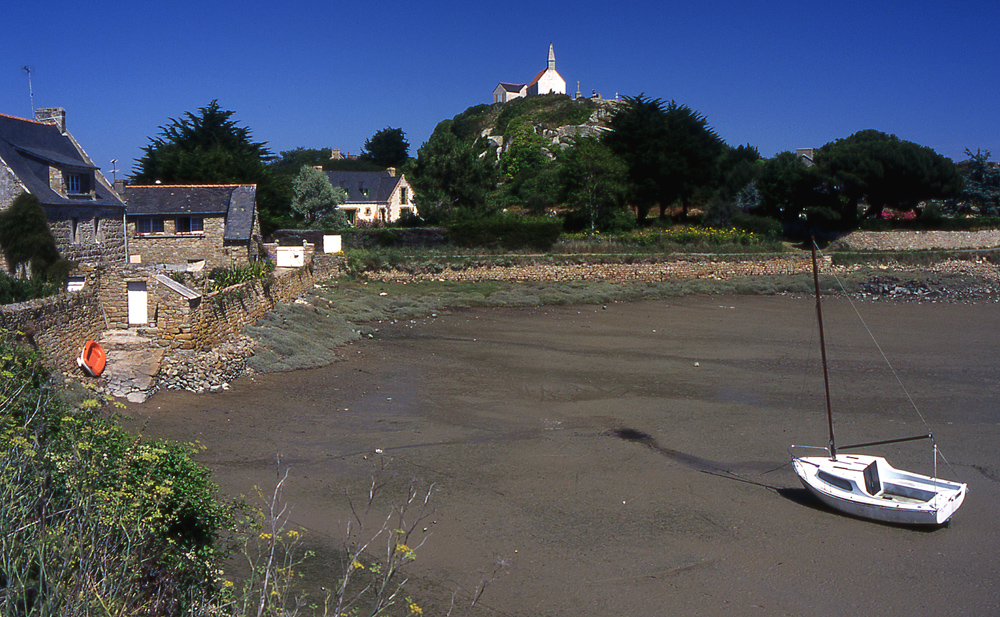
Kapellet Saint Michel.
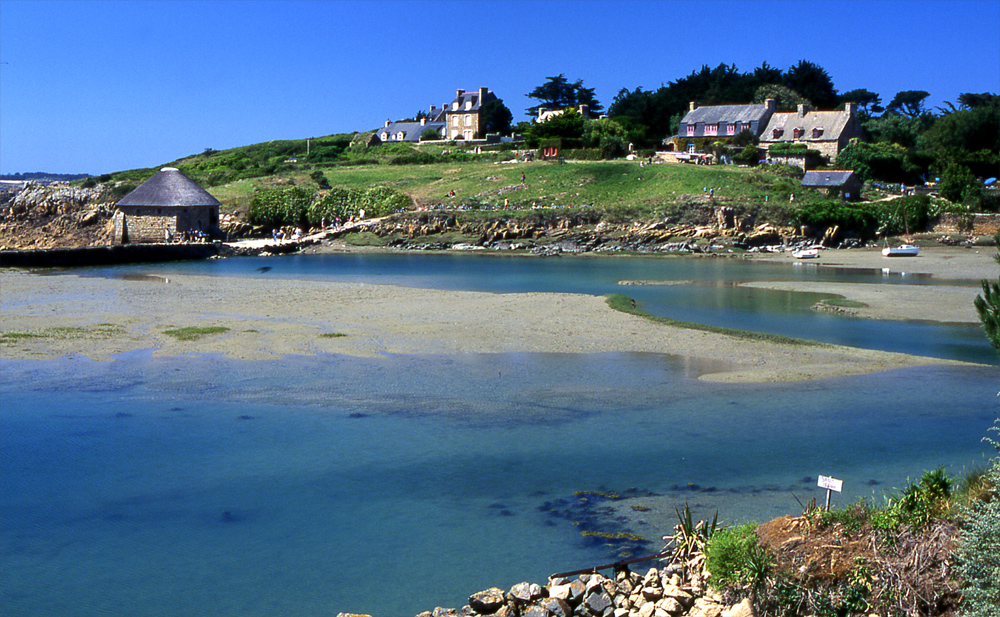
Moulin du Birlot (kvarn)
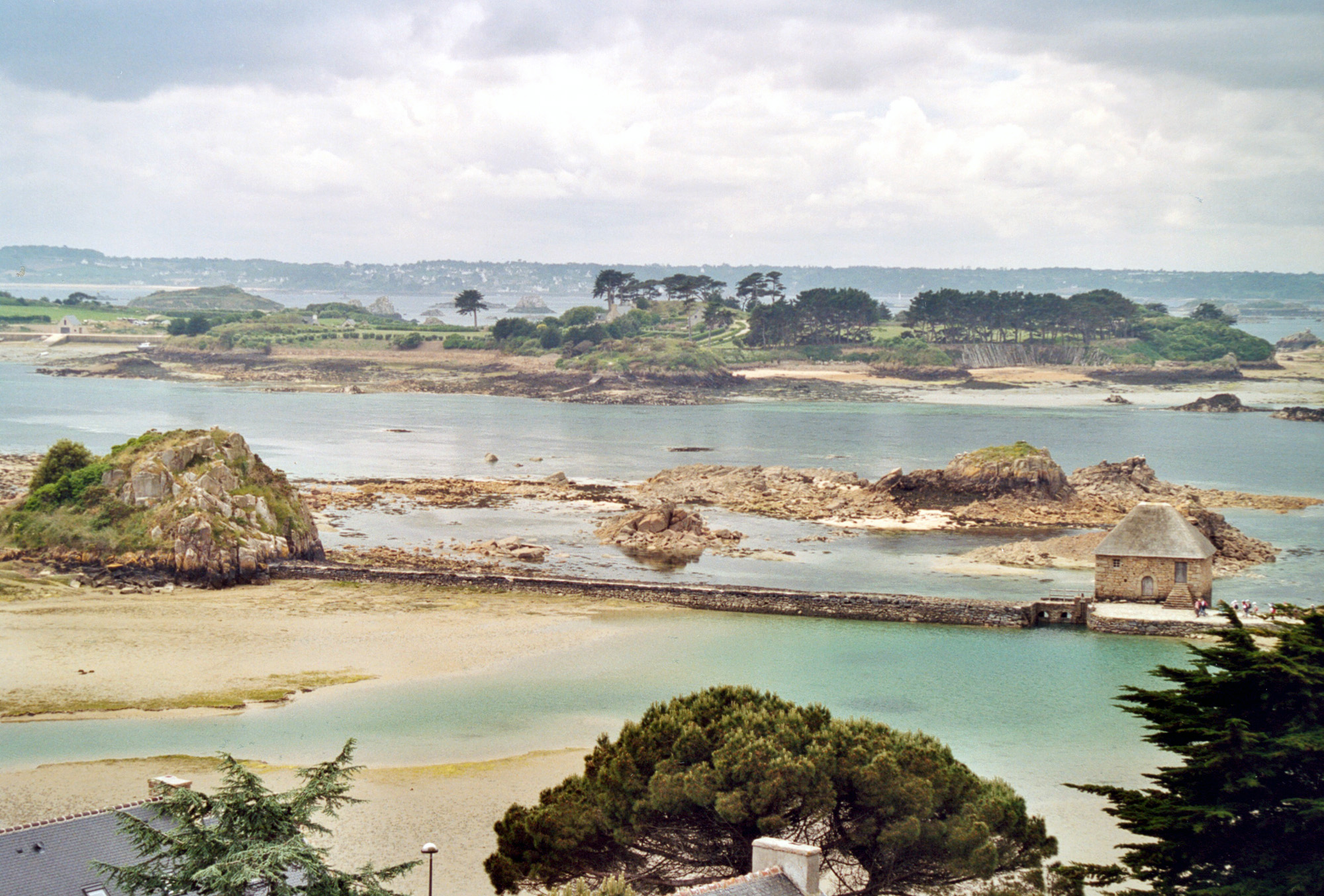
Moulin du Birlot (kvarn)
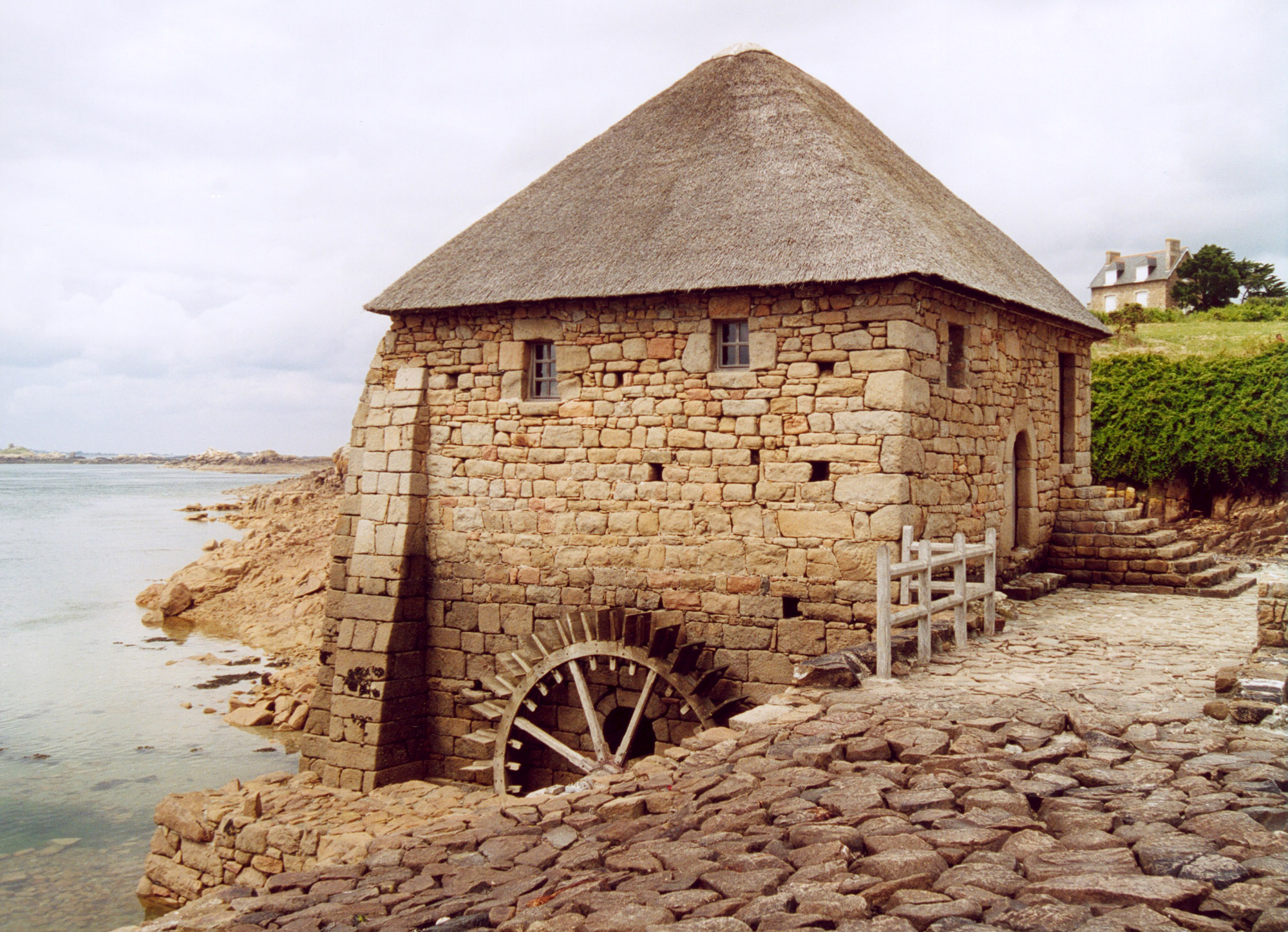
Moulin du Birlot (kvarn)
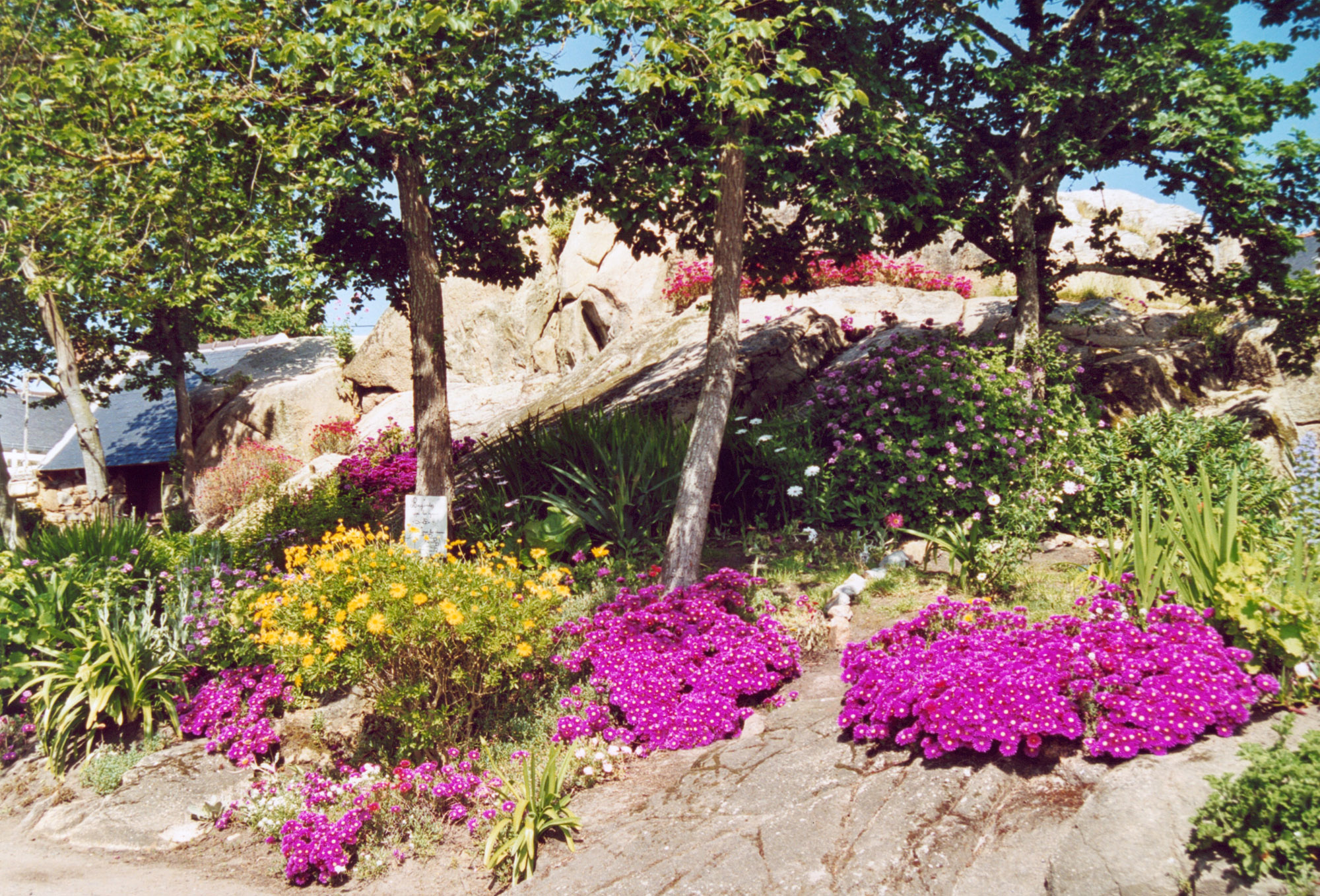
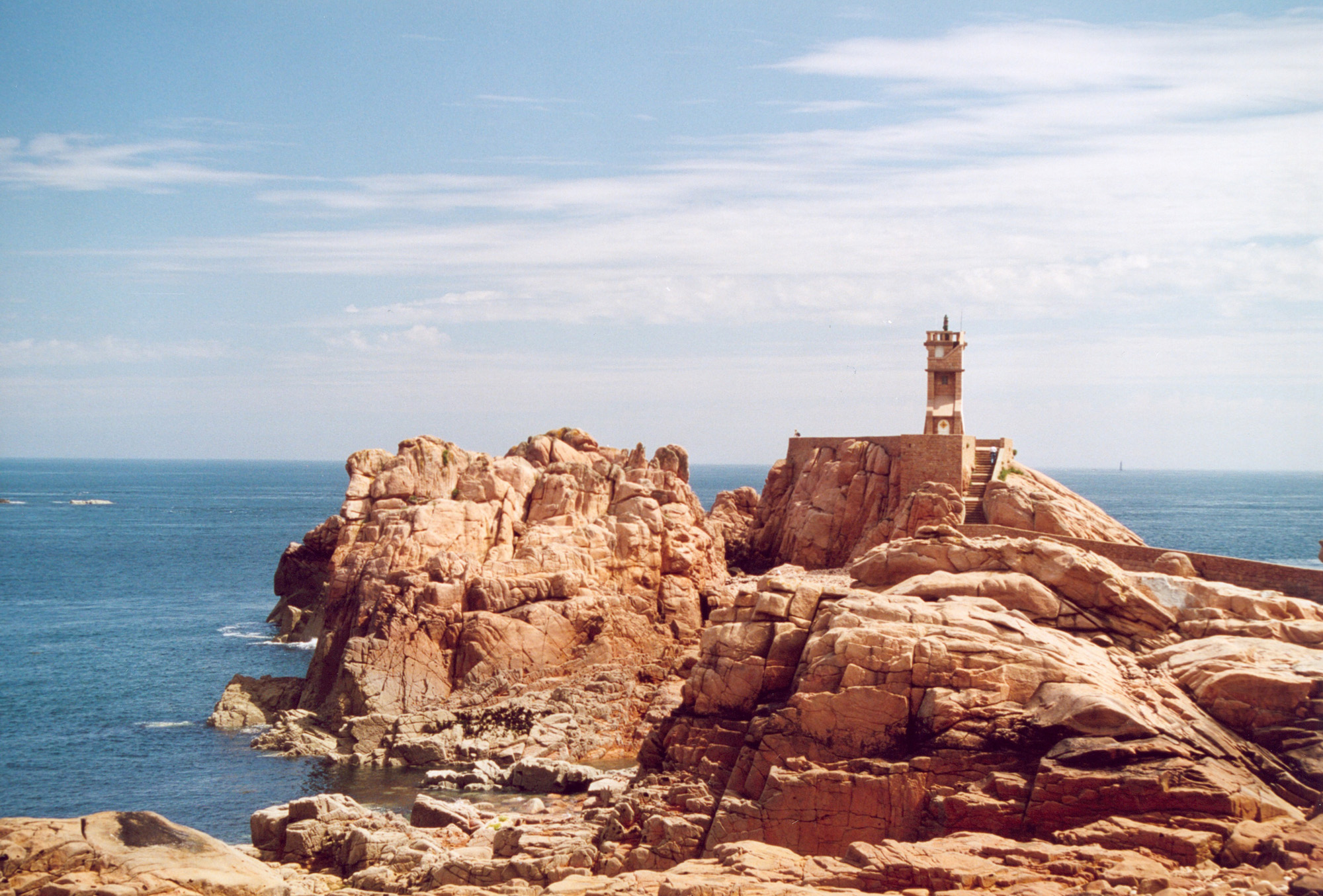
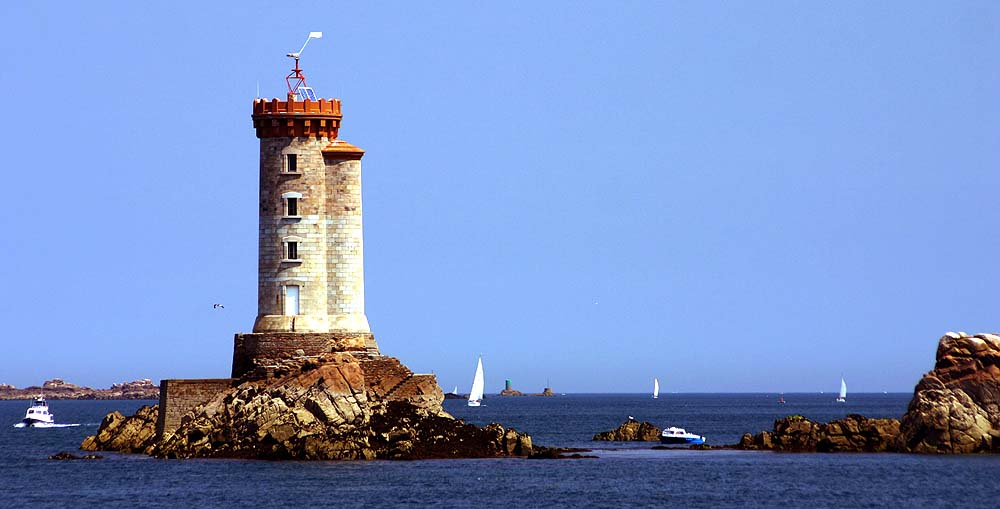
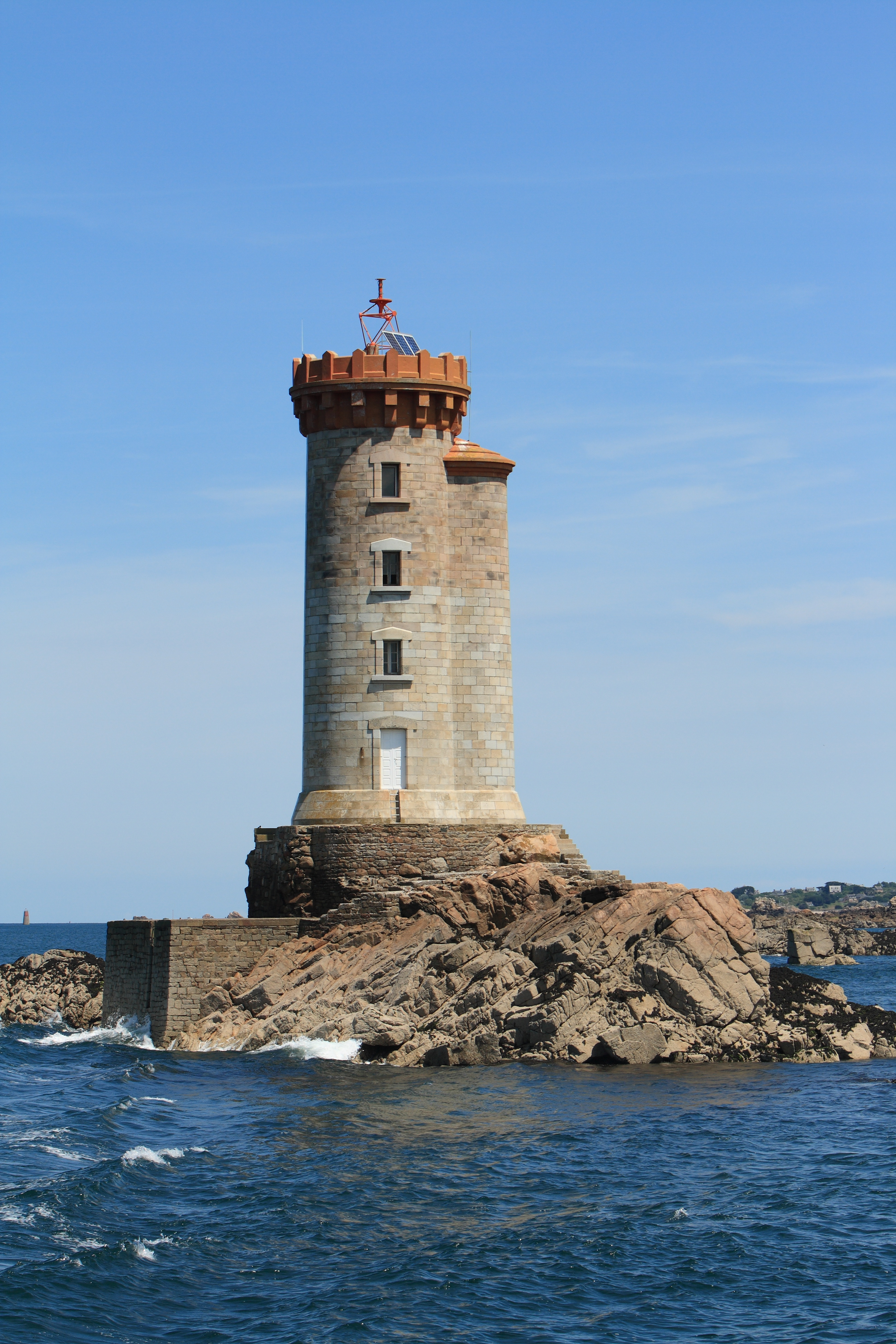
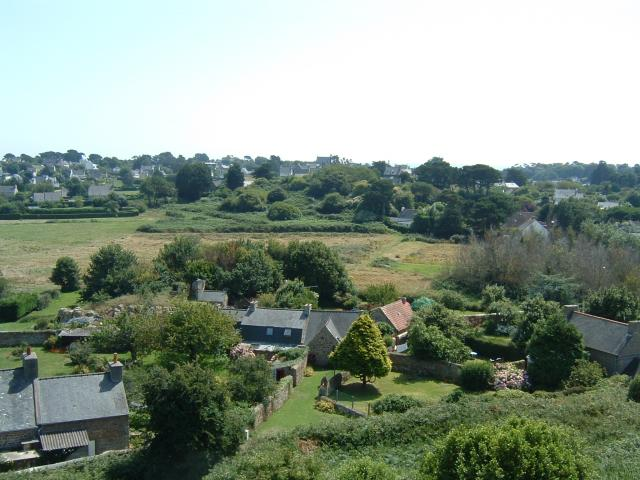
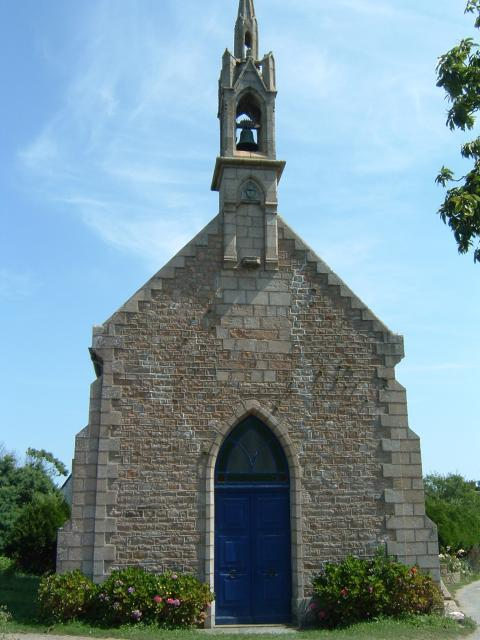
Kapellet Keranroux.